# Франкетти, Марк
Марк Франкетти (англ. Mark Franchetti) — британский журналист, работающий в Москве в качестве репортера газеты The Sunday Times.
Свободно владея пятью языками, Франкетти был удостоен награды British Press Award в 2003 году, после своего репортажа об осаде террористами здания Театрального центра на Дубровке, он дважды входил в здание во время захвата заложников, чтобы взять интервью у террористов.
Франкетти так же является лауреатом премии Foreign Press Association в 2004 году за сообщения о предполагаемом насилии над иракскими гражданами со стороны американских морских пехотинцев.

## Биография
В основном Франкетти пишет о России и бывшем Советском Союзе, много писал о конфликте в Чечне и освещал войны в Косово, Ираке, Афганистане, Грузии и Украине.
Франкетти работает как в печати, так и на телевидении, кроме того он выпустил несколько документальных фильмов. Среди них — «Террор в Москве» (Terror in Moscow) для британского канала C4, который был включен в шорт-лист британской кинонаграды BAFTA. Для канала BBC он выпустил документальный фильм под названием «Самый разыскиваемый британец» (Britain’s Most Wanted), об Андрее Луговом, после смерти от отравления Александра Литвиненко. «Должны ли мы бояться России» (Should We Be Scared of Russia), фильм для канала BBC после войны в Грузии. «Шоу Берлускони» (The Berlusconi Show) ,фильм о бывшем итальянском премьер-министре и «Самая кровавая мафия Италии» (Italy’s Bloodiest Mafia), расследование Каморры.
В 2013 году он снял свой первый полнометражный документальный фильм под названием «Осужденный», проведя три недели в отдаленной российской тюрьме,предназначенной исключительно для убийц. В 2015 году Франкетти стал продюсером и сорежиссером полнометражного документального фильма о Большом театре. В 2019 году стал сорежиссером и сопродюсером полнометражного документального фильма о Томмазо Бускетте под названием «Наш Крестный отец».